# .bitnet
.bitnet – pseudodomena najwyższego poziomu używana w latach 1980 przy identyfikacji hostów nie podłączonego bezpośrednio do Internetu.